# Gauhar Jaan
Gauhar Jaan, död 1930, var en indisk sångare och dansare. 
Hon var en av de första indiska artister att spela in sin musik på grammofon, och blev känd som "the Gramophone girl" och "the first recording superstar of India". Hon spelade in mer än 600 sånger på tio språk mellan 1902 och 1960 och populariserade klassisk musik från Hindustan som thumri, dadra, kajri, och tarana. 